# Oleg Clonin
Oleg Clonin (4 febbraio 1988) è un ex calciatore moldavo, di ruolo centrocampista.

## Carriera

### Club
Ha giocato nella massima serie del campionato moldavo con varie squadre, per un totale di 137 presenze in questo torneo. Nella stagione 2009-2010 ha anche giocato 4 partite nei turni preliminari di Europa League.

### Nazionale
Il 14 giugno 2013 esordisce con la nazionale moldava nell'amichevole Moldavia-Kirghizistan (2-1).